# Jake Peavy
Jacob Edward Peavy (Mobile, 31 maggio 1981) è un ex giocatore di baseball statunitense.
Peavy fu scelto dai San Diego Padres al 15º giro nel draft 1999. Con i San Diego Padres in carriera ha collezionato tre convocazioni all'All-Star Game e ha vinto il premio come miglior lanciatore della lega (Cy Young Award) nel 2007. Dal punto di vista statistico è stato leader della lega in ERA nel 2004 (2.27) e nel 2007 (2.54), leader in strikeout totali nel 2005 (215) e nel 2007 (240). Nella stagione 2007 è stato anche leader della lega nelle vittorie (19), conquistando la Tripla corona. Dal 2009 è passato a giocare con i Chicago White Sox, dopo di che ha militato nei Boston Red Sox e i San Francisco Giants.
Con la nazionale di baseball degli Stati Uniti d'America ha disputato il World Baseball Classic 2006 e il World Baseball Classic 2009.

## Carriera

### San Diego Padres

#### 2002-2004
Nel 2002 Peavy, dopo un inizio giocato nelle minor league (livello AA), il 22 giugno fu chiamato dai Padres per giocare contro i New York Yankees. Nella sua prima partita subì una sconfitta concedendo un punto, 3 valide in 6 inning lanciati. Nella stagione 2003 giocò 32 partite con un record vinte-perse di 12-11, un'ERA di 4.11 e 156 strikeout. Nel 2004 al suo terzo anno da professionista nella MLB divenne uno dei lanciatori partenti dei Padres, dove si affermò subito come uno dei migliori lanciatori della lega. Chiuse la stagione con un record vinte-perse di 15-6 con 173 strikeout in 166 inning lanciati. Ottenne la ERA più bassa della lega (2.27), diventando il più giovane lanciatore a farlo dai tempi di Dwight Gooden (1985).

#### 2005-2006
Il 5 maggio, Peavy firmò un prolungamento del contratto fino al 2009 del valore di 14.5 milioni di dollari. Nella stessa stagione fu selezionato per partecipare al suo primo All-Star Game. Chiuse la stagione con 216 strikeout in 203 inning lanciati, classificandosi al primo posto nella National League (NL) e al secondo posto dell'intera Major League Baseball. Chiuse la stagione 2006 con 215 strikeout.

#### 2007
Nel 2007 fu convocato per la seconda volta in carriera all'All-Star Game giocatosi nel mese di luglio. Il 2 agosto 2007 ha messo a segno il suo 1000º strikeout in carriera contro gli Arizona Diamondbacks. Ha fine stagione 2007 ha vinto l'ambita tripla corona essendo arrivato primo in media PGL (2.54), strikeout (240) e vittorie (19) diventando l'ottavo giocatore a compiere tale impresa. Il 23 ottobre, Peavy fu premiato con il Cy Young Award. Il 12 dicembre 2007 firmò un prolungamento di altri quattro anni del contratto dal valore di 52 milioni di dollari, il più oneroso nella storia dei Padres.

#### 2008-2009
Il 5 aprile 2008 contro i Los Angeles Dodgers, Peavy concesse 2 valide e ha chiuso una partita completa senza subire punti. Nel mese di maggio subì un infortunio al gomito destro. Chiuse la stagione regolare con un record di 10-11 e una media PGL di 2.85 (3° nella lega). Nel 2009 subì un infortunio al tendine che gli fece saltare l'intera stagione.

### Chicago White Sox

#### 2009-2012
Il 31 luglio 2009, Peavy fu ceduto ai Chicago White Sox in cambio di tre giocatori. In 16 partite giocate con i White Sox ha messo a segno 110 strikeout con un'ERA di 3.45. Nella stagione 2010 subì un infortunio che ne limitò l'utilizzo. Nel 2011 successe un'analoga situazione che lo limitò a 19 partite con 95 strikeout e una media PGL di 4.92.
Nella stagione 2012, Peavy giocò 32 partite, con un record vinte-perse di 11-12, un'ERA di 3.37 e 194 strikout in 219 inning lanciati.

## Palmarès

### Club
- World Series: 2

Boston Red Sox: 2013
San Francisco Giants: 2014

### Individuale
- All-Star: 3

2005, 2007, 2012
- Cy Young Award: 1

2007
- Tripla corona: 1

2007
- Guanti d'oro: 1

2012
- Leader della National League in vittorie: 1

2007
- Leader della National League in strikeout: 2

2005, 2007
- Leader della MLB in media PGL: 2

2004, 2007